# Fresh Download
Fresh Download — бесплатный менеджер закачек для загрузки файлов из Интернета или локальной сети с максимальной скоростью, разработанный командой программистов из «Freshdevices Corp». Утилита не является кроссплатформенным программным обеспечением и работает только на компьютерах под управлением 32-битных операционных систем Microsoft Windows 95/98/98 SE/ME/2000/XP/Vista.

## Описание
Fresh Download является современным менеджером закачек, который практически не отличается от других программ подобного рода, позволяет интегрироваться в популярныне браузеры, способен закачивать файлы по протоколам ftp и http, а также разбивать их на части для ускорения передачи по сети, интегрироваться с антивирусами и проверять ими скачанные файлы на наличие вирусов после загрузки в систему, поддержка прокси-серверов, отсутствует какая-либо реклама, имеет встроенный распаковщик ZIP-архивов и многое другое.

## Возможности
- Поддержка протоколов FTP, HTTP и HTTPS.
- Одновременная загрузка файлов в несколько потоков.
- Интеграция в популярные обозреватели в Internet Explorer, Mozilla Firefox, Mozilla Firebird, Netscape Communicator, Avant Browser, Maxthon, Opera и другие.
- Планировщик заданий.
- Работа с несколькими Интернет-соединениями одновременно.
- Антивирусная проверка.
- Возможность загрузки из защищенных паролем сайтов.
- Мониторинг URL ссылок в буфере обмена.

## Регистрация
Fresh Download — бесплатная программа, однако для её использования необходима регистрация на сайте производителя. В процессе регистрации пользователь должен указать адрес электронной почты, на который высылается ключ.

## Недостатки
- Отсутствует поддержка 64-разрядных операционных систем.
- Отсутствие кроссплатформенности.
- Закрытый исходный код.
- Плохая локализация русского языка.